# Carla Field
Carla Cristina Field Rondón (Maracaibo, Estado Zulia, 2 de agosto de 1991) es una presentadora, animadora, modelo, bloguera de moda y actriz venezolana. 
En 2008 participó en el certamen de belleza Feria de la Chinita XLIII. En agosto de 2009 entra como animadora principal en el programa en vivo de entrevistas y farándula La Bomba del canal Televen. En el 2014 obtiene la animación principal del programa Tas Pilla'o, de comedia y cámara indiscreta también del mismo canal. En 2016 regresa como animadora principal al programa que la vio nacer, La Bomba, donde estuvo hasta agosto del 2017. A finales del 2018 es seleccionada para formar parte del selecto grupo de Chicas Polar.
En agosto de 2013 se casó por civil con el cirujano plástico, Andrés Ruíz y en septiembre de ese año fue la ceremonia eclesiástica. En enero de 2015 sufrió un Aborto de gemelos. En 2016 se divorciaron. El 26 de abril de 2019 anunció su compromiso con José Miguel Urrutia en República Dominicana. El 13 de mayo de 2022 se casaron por civil en Austin, con una recepción el 19 de junio en Round Top (Texas). El 22 de julio de 2023 anunció que estaba embarazada. El 3 de agosto reveló que tendría un varón y el 29 de enero de 2024 nació Federico Urrutia Field.

## Animación en TV
| Año         | Programa/Evento | Rol                 | Cadena  |
| ----------- | --------------- | ------------------- | ------- |
| 2009 - 2014 | La Bomba        | Animadora principal | Televen |
| 2014 - 2016 | Tas Pilla'o     | Animadora principal | Televen |
| 2016 - 2017 | La Bomba        | Animadora principal | Televen |